# Шаване
Шаване (фр. Chavanay) насеље је и општина у источној Француској у региону Рона-Алпи, у департману Лоара која припада префектури Сент Етјен.
По подацима из 2011. године у општини је живело 2835 становника, а густина насељености је износила 188,25 становника/km². Општина се простире на површини од 15,06 km². Налази се на средњој надморској висини од 160 метара (максималној 463 m, а минималној 140 m).

## Демографија
| 1962. | 1968. | 1975. | 1982. | 1990. | 1999. | 2011. |
| ----- | ----- | ----- | ----- | ----- | ----- | ----- |
| 1.645 | 1.710 | 1.666 | 1.857 | 2.071 | 2.288 | 2.835 |

График промене броја становника у току последњих година